# アラビアオリックスの保護区
アラビアオリックスの保護区（アラビア語 محمية المها العربي）は、オマーンの中央部にある自然保護区。丘が連なる砂漠地帯のジダット・アル・ハラシース平原に設定されており、その名の通り、野生種が絶滅したアラビアオリックスを野生に近い状態で保護・育成することを企図した保護区である。1994年にユネスコの世界遺産に登録された。しかし、環境の悪化とオマーン国内での決定に関連して、2007年に世界遺産リストから抹消された。世界遺産のなかで登録を抹消された物件は、本件が初である。

## 特色
アラビア海からの湿った風が、この地域の独特な生態系を育んでいる。その風のおかげで、砂漠地帯であるにもかかわらず、絶滅危惧種を含む珍しい植生が見られるのである。
動物相で特筆すべきは、保護区の名前にある通りアラビアオリックスである。この動物はユニコーンのモデルになったとも言われる美しい角が特徴だが、その角を狙った狩猟の対象にもなり、数を減らしていった。そして、1972年には野生種は絶滅した。
オマーン国王カーブース・ビン＝サイードは、アラビアオリックスの保護区の設定を目指し、1982年にアメリカ動植物保護協会から譲り受けた10頭をこの地に再導入し、世界で初めての試みとして、放し飼いで野性に帰した。
アラビアオリックス以外で棲息している特徴的な哺乳類や鳥類には、以下のものがいる。
- アラビアオオカミ（英語版）（Arabian Wolf）
- アラビアガゼル（英語版）（Arabian Gazelle）
- カラカル
- ヌビアアイベックス（Nubian Ibex）
- フサエリショウノガン
- ラーテル

## 世界遺産

### 登録基準
この世界遺産は世界遺産登録基準のうち、以下の条件を満たし、登録された（以下の基準は世界遺産センター公表の登録基準からの翻訳、引用である）。
- (10) 生物多様性の本来的保全にとって、もっとも重要かつ意義深い自然生息地を含んでいるもの。これには科学上または保全上の観点から、すぐれて普遍的価値を持つ絶滅の恐れのある種の生息地などが含まれる。

### 登録抹消理由
登録から間もない1996年には400頭にまで達したものの、以降は密猟の取締りの不十分さなどから数を大幅に減らした。さらに、オマーン当局が保護区の設定区域の90%削減を打ち出した結果、第31回世界遺産委員会（2007年）で世界遺産としての「顕著で普遍的な価値」は喪われたと判断された。